# Hermann von Grauert
Hermann Heinrich Grauert (7 de setembre de 1850 – 12 de març de 1924) des de 1914 Cavaller de Grauert, va ser un historiador alemany. Va néixer a Pritzwalk i va morir a Múnic.

## Biografia
Després d'assistir a la Realschule de Wittstock, Grauert va treballar inicialment a la botiga de productes manufacturats del seu pare. El 1872 va anar a Münster, on el 1873 va presentar exàmens de llatí, grec i història, per tal d'obtenir un títol equivalent a l'Abitur, que li permetés assistir a la universitat. De 1873 a 1876 va estudiar història a la Universitat de Göttingen i es va doctorar amb Georg Waitz. Grauert va ampliar els seus coneixements històrics i jurídics a les universitats de Berlín, Munic i Estrasburg.
Des dels seus dies d'estudiant, Grauert va ser un àvid membre de Kartellverband a Göttingen a K.St.V. Winfridia, a Berlín al Club de Lectura Catòlica (ara K.St.V. Askania-Burgundia Berlín) i a Munic al K.St.V. Otònia. Més tard, es trobava encara en altres complexos de Kartellverband, com ara a Alamannia i Rheno-Bavaria, Munic. En el Festschrift del 25è aniversari de l'Associació, Hermann von Grauert 1906 hi apareix com a membre d'honor.
1877 Grauert era intern a l'Arxiu Nacional actiu a Munic; es va habilitar el 1883 després d'una estada a Roma, i es va convertir en professor a temps complet de la Universitat de Munic el 1885. Durant els anys 1915 i 1916, va ser rector de la universitat.
1884 Membre de la junta de Grauert des de 1885 i editor de l'Anuari d'Història de la Societat Görres. Grauert va tenir un paper destacat en la societat fins a la seva mort.
A Alemanya i Europa, va ser molt considerat com a científic. Grauert va ser conseller privat i va ser creat el 1914 pel rei Lluís III. amb la Creu de Cavaller de l'Ordre del Mèrit de la Corona de Baviera gravada. Això es va associar amb la col·lecció en la noblesa personal, i se li va permetre després de l'entrada a la convocatòria de Matricula Cavallers de Grauert. A Munic Harlaching la "Grauertstraße" va rebre el seu nom el 1959.
L'activista pels drets de les dones Lida Gustava Heymann el va descriure com a "catòlic normal".

## Obres
- Die Kaisergräber im Dom zu Speyer. 1901.
- Meister Johann von Toledo. 1901.
- Dante i Houston Stewart Chamberlain. 1903.
- Görres a Straßburg. 1910.